# Gà đồi Yên Thế
Gà đồi Yên Thế là một giống gà bản địa của Việt Nam ở vùng Yên Thế thuộc Bắc Giang. Đây là giống gà lai tạo của địa phương được nuôi theo hình thức chăn thả ở đồi, các giống gà này gọi chung với thương hiệu sản phẩm là gà đồi Yên Thế.

## Tổng quan
Bắt đầu từ năm 2006, huyện Yên Thế đã dấy lên phong trào chăn nuôi gà đồi giống địa phương dưới tán cây rừng và cây ăn quả. Năm 2011, gà đồi Yên Thế của tỉnh Bắc Giang là thương hiệu vật nuôi đầu tiên của Việt Nam được cấp Chứng nhận độc quyền nhãn hiệu. Và từ đó đến nay, Gà đồi Yên Thế đã trở thành vật nuôi giúp nông dân Bắc Giang thoát nghèo với tốc độ nhanh. Không riêng Bắc Giang, hàng trăm nghìn hộ nông dân các tỉnh phía Bắc đang nuôi gà như là vật nuôi thoát nghèo chủ yếu, hiện tổng đàn gà của Yên Thế khoảng 4 triệu con.

## Đặc điểm
Giống gà Yên Thế có ngoại hình đẹp, chất lượng thịt gà có hương vị thơm ngon rất đặc trưng. Đây là loại gà có thời gian sinh trưởng chỉ 80 ngày, tuy trọng lượng đạt 1,8-2,2 kg nhưng chất lượng chưa đảm bảo, thịt nhão, chất lượng chưa thực sự ngon. Gà vẫn hơi bở, thịt không thơm, dai và ngọt như gà ta nuôi trong các hộ dân. Đàn gà giống được chọn lọc kỹ lưỡng, các hộ nuôi từ 200 con gà giống trở lên được hỗ trợ 50% giá giống và tiêm vắc-xin phòng bệnh, cũng như hỗ trợ về kỹ thuật chăn nuôi, Hộ nuôi 2 nghìn gà giống được hỗ trợ máy ấp trứng. Cần nuôi gà đúng quy trình với thời gian sinh trưởng 7-8 tháng.
Từ đó người chăn nuôi trên địa bàn đã tự cung ứng khoảng trên 70% gà giống phục vụ chăn nuôi. Gà đồi Yên Thế, với 02 giống chủ lực là Ri lai và Mía lai được đánh giá là giống có ngoại hình đẹp, chất lượng thịt thơm ngon, được chăn thả trên đồi cây, chăn nuôi quy trình sinh học. Mặc dù vậy, gà mía lai được lai tạo trên nền tảng giữa giống gà mía Sơn Tây và gà Lương Phượng nên có nhược điểm lông rất xấu màu đen của gà mía, trọng lượng lớn và tích mỡ (gà Lương Phượng). Trong khi đó, thói quen của người nuôi gà tại Bắc Giang chỉ nuôi khoảng 3 tháng trở lại là bán vì khi đó hiệu quả kinh tế sẽ lớn nhất. Bởi từ tháng thứ 3 trở đi, gà mía lai không tăng trọng lượng mà chuyển sang tích mỡ, chắc thịt, nhưng lại là giai đoạn gà ăn khỏe nhất.

## Sản xuất
Gà đồi Yên Thế đã trở thành vật nuôi giúp nông dân Bắc Giang thoát nghèo. Tỉnh Bắc Giang đã khuyến khích và áp dụng các biện pháp hỗ trợ nông dân nuôi gà lông màu quy mô lớn. Từ đây đã tăng sản lượng đàn gà và tăng thu nhập cho các hộ nông dân. Toàn tỉnh Bắc Giang hiện có đàn gia cầm khoảng gần 40 triệu con/năm, trong đó gà chiếm khoảng 86%.Năm 2013, sản lượng gà thương phẩm (lông màu, gà trắng) của Bắc Giang đạt hơn 38.200 tấn. Đây cũng là tỉnh có nhiều doanh nghiệp hộ dân tham gia vào việc tiêu thụ gà nhất phía Bắc, với 120 doanh nghiệp, thương nhân và hộ gia đình.

## Tiêu thụ

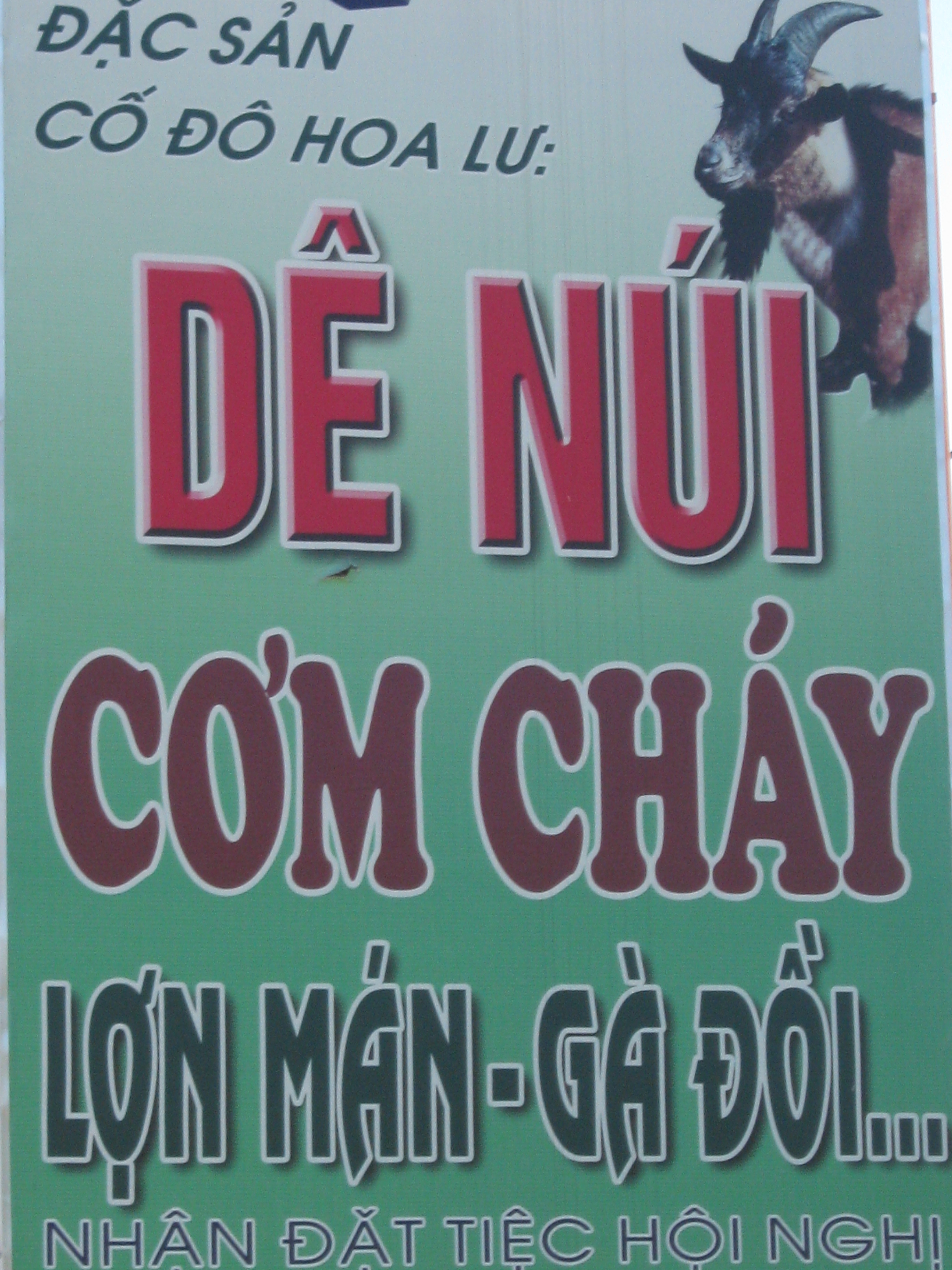
Biển quảng cáo đặc sản gà đồi

Việc phát triển thị trường gà đồi Yên Thế thời gian qua chủ yếu tập trung tại Hà Nội, chiếm 56% so với số lượng gà tiêu thụ ở địa bàn các tỉnh, thành phố khác. Hiện tại, các doanh nghiệp kinh doanh gà đồi Yên Thế đã cung cấp thường xuyên cho 20 siêu thị và 50 cửa hàng kinh doanh thực phẩm tại các chợ ở Thu đô. Sau đó, gà đồi Yên Thế đã phát triển thị trường ở một số tỉnh, thành phố. Việc tiêu thụ sản phẩm gà đồi Yên Thế ở Hà Nội có nhiều khó khăn như việc cấp giấy kiểm dịch, gà vận chuyển trong thời tiết nắng nóng dễ ốm, chết.